# Sân bay Kolwezi
Sân bay Kolwezi (IATA: KWZ, ICAO: FZQM) là một sân bay ở Kolwezi, Cộng hòa Dân chủ Congo.

## Hãng hàng không và điểm đến
| Hãng hàng không                | Các điểm đến |
| ------------------------------ | ------------ |
| Compagnie Africaine d'Aviation | Lubumbashi   |